# Umgekehrter Spielerfehlschluss
Als umgekehrter Spielerfehlschluss (engl.: inverse gambler’s fallacy) wird ein dem einfachen Spielerfehlschluss ähnlicher Fehler beim Abschätzen von Wahrscheinlichkeiten bezeichnet: Ein Würfelpaar wird geworfen und zeigt (beispielsweise) Doppel-Sechs. Der Fehlschluss ist nun: Das ist ein ziemlich unwahrscheinliches Ergebnis, also müssen die Würfel vorher schon ziemlich oft geworfen worden sein. Allgemeiner ausgedrückt, behauptet der umgekehrte Spielerfehlschluss, dass ein unwahrscheinliches Ereignis zeigt, dass viele weitere Ereignisse existieren.
Ebenso wie beim einfachen Spielerfehlschluss ist der Fehler in einem Satz klarzustellen: „Würfel haben kein Gedächtnis“. Jeder Wurf ist stochastisch unabhängig von jedem anderen Wurf.
Der Fehler beruht auf dem richtigen Wissen, dass auch unwahrscheinliche Ereignisse in einer großen Anzahl von Versuchen irgendwann eintreten. Das Würfelbeispiel betrachtet aber eben nicht eine große Anzahl von Versuchen, sondern einen bestimmten Wurf, dessen Ergebnischancen durch andere Würfe nicht beeinflusst werden.
Ein Beispiel macht es deutlich: Ein Zufallszahlengenerator erzeuge Zahlen von 1 bis 100. Das Ergebnis einer Runde sei 17. 17 ist ein ziemlich unwahrscheinliches Ergebnis (Chance 1:100). Kann man daraus schließen, dass der Zufallszahlengenerator schon sehr lange gelaufen sein muss, wenn er so unwahrscheinliche Ergebnisse erzeugt? Natürlich nicht. Das Ergebnis enthält keine Information darüber, wie viele Zahlen bereits gekommen sind.
Eine parallele Formulierung: Der Zufallszahlengenerator wird in einen Geldspielautomaten dergestalt eingebaut, dass der Spieler bei jeder 17 50 Euro gewinnt. Angenommen, ein Spieler spielt nur einmal und gewinnt. Berechtigt das den Spieler zu der Überlegung „Ich habe gewonnen! 1:100! Sicher läuft die Maschine schon eine ganze Weile, sonst hätte ich nie sofort gewinnen können!“?
Eine weitere Möglichkeit der Aufklärung besteht darin, die Würfel unterschiedlich zu färben, z. B. grün und rot, und dann die gewürfelten Ergebnisse zu vergleichen. So wird das Ergebnis „grüner Würfel zeigt 2, roter Würfel zeigt 3“ sicher nicht die Vermutung „Vorher müssen die Würfel schon ziemlich oft geworfen worden sein“ begründen. Dieses Ergebnis ist aber genauso wahrscheinlich wie das Ergebnis „grüner und roter Würfel zeigen 6“, der obige Fehlschluss ist also genauso unangebracht.
Offenbar unterliegt man dem Fehlschluss eher, wenn ein Ereignis unter anderen gleich wahrscheinlichen Ereignissen hervorgehoben ist. Unbewusst möchten wir „besondere“ Ereignisse nachträglich erklären, indem wir die Hintergrundannahmen über das Zufallsexperiment ändern. Die veränderte Hypothese wird durch das „ungewöhnliche“ Ergebnis dann scheinbar bestätigt. Genauso gut könnte man auch glauben, ein menschenfreundlicher Programmierer hätte den Automaten so programmiert, dass er die 17 ausgibt, sobald man an das Gerät tritt.

## Multiversum, anthropisches Prinzip und der umgekehrte Spielerfehlschluss
In der Philosophie wird das anthropische Prinzip zusammen mit Multiversentheorien als Erklärung für eine eventuell vorhandene Feinabstimmung der Naturkonstanten im Universum diskutiert. Nach dieser Erklärung existiert ein Ensemble von Universen, und nur durch selektive Beobachtung – Beobachter können nur solche Universen wahrnehmen, in welchen ihre Existenz möglich ist – erscheint dem Subjekt das beobachtbare Universum als feinabgestimmt.
Der englische Begriff für den umgekehrten Spielerfehlschluss inverse gambler’s fallacy wurde im Rahmen dieser Diskussion von Ian Hacking eingeführt. In einer 1987 veröffentlichten Arbeit spricht er sich zwar gegen Design-Argumente als Erklärung für Feinabstimmung aus, glaubt aber zeigen zu können, dass auch nicht alle Typen von Universen-Ensembles zusammen mit dem anthropischen Prinzip als Erklärung für eine Feinabstimmung verwendet werden können. Ein Multiversum, das z. B. aus dem Ensemble aller möglichen Urknall-Universen bestünde, wäre nach Hacking zusammen mit dem anthropischen Prinzip eine mögliche Erklärung für eine Feinabstimmung. Hingegen ist Hacking der Meinung, dass die Annahme einer solchen Erklärung ein Fehlschluss wäre, wenn man sogenannte Wheeler-Universen (eine unendliche zeitliche Abfolge von Universen, in der jedes einzelne Universum mit einem Urknall beginnt und in einem Big Crunch endet) heranziehen würde. Obwohl die Erklärung mit dem Ensemble aller möglichen Urknall-Universen scheinbar ähnlich sei wie die mit den Wheeler-Universen, seien sie in Wirklichkeit unterschiedlich, und im letzten Fall handele es sich tatsächlich um einen umgekehrten Spielerfehlschluss. Dieser Auffassung wurde unabhängig voneinander von mehreren Autoren widersprochen, indem sie betonten, dass es im umgekehrten Spielerfehlschluss keinen selektiven Beobachtungseffekt gibt und der Vergleich mit dem umgekehrten Spielerfehlschluss deswegen auch für Erklärungen mittels Wheeler-Universen nicht stimme.
Roger White hat 2000 eine modifizierte Version von Hackings Argument veröffentlicht. Nick Bostrom hat jedoch darauf hingewiesen, dass die Voraussetzungen, von denen White ausgeht, für die meisten tatsächlich vorgeschlagenen Multiversentheorien nicht zutreffen und außerdem in letzter Konsequenz zu unplausiblen Konsequenzen führen. Er schließt deswegen auf die Ungültigkeit von Whites Argumentation. Bostrom hat zudem aufgezeigt, wie das von Hacking angegebene Beispiel, welches zum umgekehrten Spielerfehlschluss führt, modifiziert werden müsste, so dass es tatsächlich mit der anthropischen Argumentation vergleichbar wäre. Um selektiven Beobachtungseffekten Rechnung zu tragen, müsste demnach in Hackings Beispiel mit dem Würfelspiel ein Spieler solange außerhalb der Spielhalle warten, bis eine Doppel-Sechs geworfen wurde. Unter diesen modifizierten Bedingungen wäre der umgekehrte Spielerfehlschluss aber kein Fehlschluss mehr. Vielmehr könnte ein Spieler unter diesen Bedingungen, wenn er nach einer geworfenen Doppel-Sechs in die Spielhalle eingelassen wird, tatsächlich zu Recht schließen, dass bereits eine mehr oder weniger große Anzahl von Würfen stattgefunden hat.